# Nunilo e Alódia
Nunilo e Alódia foram duas meninas mártires de Huesca. Nascidas de um casamento entre cristãos e muçulmanos, elas rejeitaram o islamismo do pai em favor do cristianismo de sua mãe. Por isso, foram executadas pelas autoridades muçulmanas de Huesca conforme o que comanda a xaria (lei muçulmana) em relação aos apóstatas. Elas fazem parte do grupo conhecido como Mártires de Córdova.

## Vida e obras
As garotas foram presas durante as perseguições de Abderramão II, o emir de Córdova. Elas se recusaram a abjurar a sua fé e foram colocadas num bordel antes de serem decapitadas. Suas relíquias foram reverenciadas em Leyre nos séculos X e XI, quando um portão foi criado representando a imagem das meninas e que chegou aos nossos dias.
A Translatio sanctarum Nunilonis et Alodiae, um breve relato do traslado das relíquias das santas para o Mosteiro de Leyre em 851, sobreviveu também em dois manuscritos do século X. O translado das relíquias se deu por ordem de Oneca, a esposa de Íñigo Arista, o rei de Navarra. Há, contudo, algumas discrepâncias entre o relato do martírio no Translatio e no de Eulógio de Córdova.

## Bibliografia

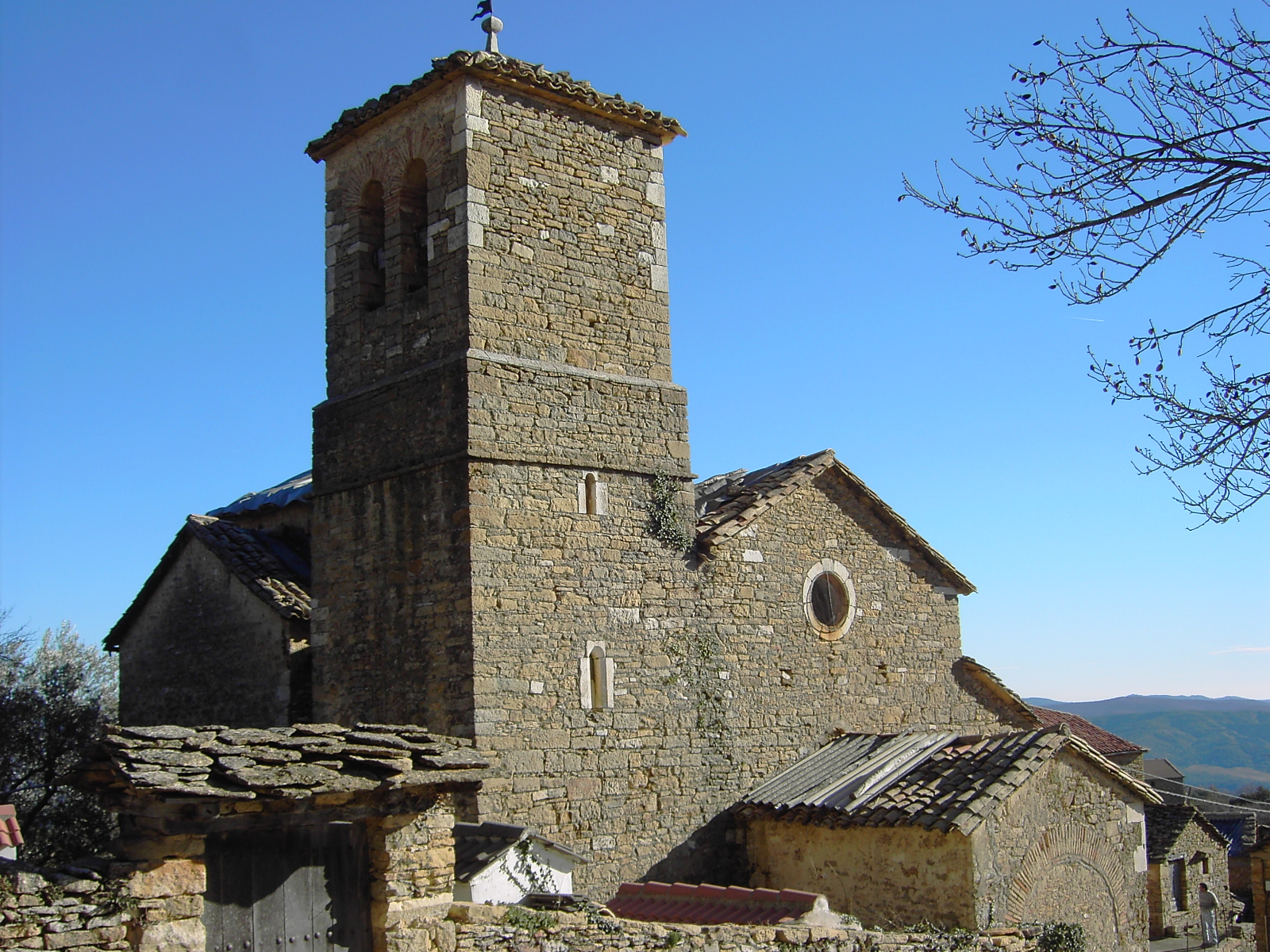
Igreja de Santas Nunilo e Alódia em Betorz, nas redondezas de Huesca, na Espanha.